# Iivo Väänänen
Iivar „Iivo” Väänänen (ur. 17 września 1887 w Kuopion maalaiskunta, zm. 13 kwietnia 1959 tamże) – fiński strzelec, medalista olimpijski.
Wystąpił na Letnich Igrzyskach Olimpijskich 1912 w dwóch konkurencjach. Indywidualnie osiągnął 22. miejsce w rundzie pojedynczej do sylwetki jelenia. W zawodach drużynowych zdobył wraz z kolegami z reprezentacji brązowy medal, osiągając drugi rezultat wśród fińskich strzelców (skład zespołu: Axel Londen, Ernst Rosenqvist, Nestori Toivonen, Iivo Väänänen).

## Wyniki

### Igrzyska olimpijskie
| Igrzyska       | Konkurencja                                     | Wynik                           | Miejsce | Źródło |
| -------------- | ----------------------------------------------- | ------------------------------- | ------- | ------ |
| Sztokholm 1912 | Runda pojedyncza do sylwetki jelenia            | 28 pkt.                         | 22      | [ 1 ]  |
| Sztokholm 1912 | Runda pojedyncza do sylwetki jelenia, drużynowo | 123 pkt. (druż.) 30 pkt. (ind.) |         | [ 1 ]  |